# Joy Thompson
Joy Garden de Thompson (Australia, 1923 - 2018) fue una botánica australiana. Se graduó en 1946 y obtuvo su B.Sc. en la Universidad de Sídney.  Trabajó como investigadora en el Herbario de Nueva Gales del Sur de 1946 a 1956, y a tiempo parcial de 1966 a 1982. Su área principal era la taxonomía y otros estudios de la familia Myrtaceae.

## Algunas publicaciones
- joy Thompson. 1993. A revision of the genus Swainsona (Fabaceae). Telopea 5(3): 427-581

- j. Everett, joy Thompson. 1992. New alpine and subalpine species in Craspedia sens. strict. (Asteraceae: Gnaphalieae). Telopea 5(1): 45-51

- joy Thompson. 1991. Swainsona pyrophila (Fabaceae), a new name and synonymisation. Telopea 4(2): 359-359

- ---------------------. 1990. New species and new combinations in the genus Swainsona (Fabaceae) in New South Wales. Telopea 4(1): 1-5

- j.r. Clarkson, joy Thompson. 1989. A revision of the genus Neofabricia (Myrtaceae). Telopea 3(3): 291-300

- joy Thompson. 1989. A revision of the genus Leptospermum (Myrtaceae). Telopea 3(3): 301-449

- ---------------------, lawrence a.s. Johnson. 1986. Callitris glaucophylla Australia's 'White Cypress Pine' - a new name for an old species. Telopea 2(6): 731-736

- ---------------------. 1983. Redefinitions and nomenclatural changes within the Leptospermum suballiance of Myrtaceae. Telopea 2(4): 379-383

- ---------------------. 1981. A key to the plants of the subalpine and alpine zones of the Kosciusko region. Telopea 2(3): 219-297

- ---------------------, max Gray. 1981. A check-list of the subalpine and alpine species found in the Kosciusko region of New South Wales. Telopea 2(3): 299-346

- ---------------------. 1976. A Revision of the Genus Tetratheca (Tremandraceae). Telopea 1(3): 139-215

### Libros
- joy Thompson. 1993. A Revision of the Genus Swainsona (Fabaceae). Telopea (Sydney) 5 (3): 156 pp.

- ---------------------. 1986. A Revision of the Genus Leptospermum: Including a Discussion of the Variation Contained Within the Genus and Its Probable Significance as Indicating the Origin, Subsequent Evolution and Spread of the Group. Editor Univ. of Sydney, 678 pp.

- ---------------------. 1978. Polygalaceae. Flora of New South Wales 112: 118 pp.

- ---------------------. 1961. Papilionaceae. Flora of New South Wales 101: 91 pp.

### Manuscritos
- * ---------------------, h. McPherson, l. Murray. 2010. Elaeocarpaceae. Tremandracaeae Flora of Australia

## Honores

### Eponimia
- (Fabaceae) Psorothamnus thompsoniae (Vail) S.L.Welsh & N.D.Atwood[2]

- (Oxalidaceae) Oxalis thompsoniae B.J.Conn & P.G.Richards[3]

- (Poaceae) Agrostis thompsoniae S.W.L.Jacobs[4]
- La abreviatura «Joy Thomps.» se emplea para indicar a Joy Thompson como autoridad en la descripción y clasificación científica de los vegetales.[5]